# Auray
Auray (bret. An Alre) – miejscowość i gmina we Francji, w regionie Bretania, w departamencie Morbihan.
Według danych na rok 1990 gminę zamieszkiwały 10 323 osoby, a gęstość zaludnienia wynosiła 1494 osoby/km² (wśród 1269 gmin Bretanii Auray plasuje się na 28. miejscu pod względem liczby ludności, natomiast pod względem powierzchni na miejscu 952.).

## Współpraca
- Ussel, Francja
- Utting, Niemcy